# دانيال برسيفال
دانيال برسيفال (بالإنجليزية: Daniel Percival)‏ هو ممثل بريطاني، ولد في 1980 في المملكة المتحدة.

## أعمال

### مسلسلات
- سينكرونيسيتي

## وصلات خارجية
- دانيال برسيفال على موقع IMDb (الإنجليزية)
- دانيال برسيفال على موقع قاعدة بيانات الفيلم (الإنجليزية)